# Temelucha bella
Temelucha bella är en stekelart som beskrevs av Dasch 1979. Temelucha bella ingår i släktet Temelucha och familjen brokparasitsteklar. Inga underarter finns listade i Catalogue of Life.